# Pierre-Esprit Radisson
Pierre-Esprit Radisson (Avignone?, 1636 – Londra, 27 giugno 1710) è stato un esploratore francese.
Poco si sa dell'infanzia e delle origini di Radisson, in un documento scritto di sua mano egli afferma che la sua famiglia, gli Hayet-Radisson, fosse originaria della cittadina francese di Saint-Malo. Radisson arrivò nella Nuova Francia quand'era ancora molto giovane. All'incirca nel 1652 venne catturato dagli Irochesi durante una razzia, ma venne adottato dai suoi rapitori e lo stesso Radisson finì per adattarsi ai loro costumi. Dopo due anni passati con gli Irochesi, riuscì a fuggire ed a tornare in Nuova Francia. Reclutato da Médard Chouart des Groseilliers, il marito della sorellastra, Radisson divenne coureur de bois nella regione dei Grandi Laghi attorno al 1659. Nel 1660 i due esploratori riportarono un grosso quantitativo di pellicce su più di cento canoe. Siccome all'epoca era proibito il commercio delle pellicce, il governatore della Nuova Francia di quel periodo gli confiscò il bottino.
Nonostante ciò, il precedente viaggio aveva permesso a Radisson e a Des Grosseilliers ad arrivare alla Baia di Hudson. Cercarono così di lanciare un'impresa, ma non ricevettero appoggi in Nuova Francia. Partirono allora verso la madrepatria per avere giustizia, ma anche in Francia non ottennero nulla. Partirono alla volta di Boston, per cercare appoggi dalle autorità della Nuova Inghilterra, dove li ottennero. In seguito vennero presentati alla corte di re Carlo II d'Inghilterra.
Nel giugno 1668 salparono dall'Inghilterra con due navi mercantili noleggiate dal principe Rupert, alla volta della Baia di Hudson Questa nuova via eliminò la necessità di passare per il fiume San Lorenzo, controllato dai francesi. Solo una nave arrivò a destinazione. Des Groseilliers e Radisson nell'altra imbarcazione, causa un'avaria, dovettero tornare in Inghilterra.
Dopo un viaggio a Londra nel 1674, i due uomini, insoddisfatti dal trattamento della compagnia, furono convinti dal gesuita Charles Albanel di ritornare in Nuova Francia. Furono tuttavia ricevuti malamente dal governatore Louis de Bouade de Frontenac. Radisson allora si arruolò nella marina militare francese. Nel 1682 fece parte ad una spedizione francese di riconquista della baia di Hudson. Ancora deluso dal comportamento dei francesi, poiché avevano riconsegnato agli inglesi una nave che lui stesso aveva conquistato, passò ancora dalla parte della Compagnia della Baia di Hudson nel 1684. Comandò in seguito alcune spedizioni contro i francesi. Divenuto cittadino inglese nel 1687, Radisson ritorna in Inghilterra dove terminò la scrittura dei suoi resoconti. Morì nel 1710 in povertà.